# Кременчугский полк
Кременчугский полк — военно-административная единица Войска Запорожского, с полковой столицей в Кременчуге, существовавшая в период с 1661 года по 1663 год.

## История
Кременчуг, как жилое место, упоминается только в XVII столетии, у одного из бродов, по которому татары переходили на правую сторону Днепра. Кременчуг, являлся сотенным местечком Чигиринского полка , после зборовского договора заключенным запорожцами с польским королём. 
Кременчугский полк был основан, 16 мая 1661 года, выборным гетманом левобережной украйны Якимом Самко, как столичный полк гетманской администрации. В состав полка вошли части территорий Чигиринского, Миргородского, Лубенского и Полтавского полков. 
23 июня 1662 года, при попытки взять местечко предавшим Россию Ю. Хмельницким, были впущены в город его 2 000 казаков, изменившими Москве Кременчугскими казаками которым, однако, не удалось достичь успеха, так как московский гарнизон, в 500 человек, вместе с мещанами засел в малом городе и отбился, а отчаявшись во взятии городка, казаки осадили его. Московский воевода князь Ромодановский узнав об этом, выслал на помощь к осаждённым около 10 000 человек, которые 1 июля подошли к Кременчугу, и ударили на осаждавших, а осаждённые, со своей стороны, сделали вылазку, и изменники потерпели полное поражение.
В ноябре 1663 года территория полка была захвачена гетманом правобережной украйны Павлом Тетерей и полк был ликвидирован.
Сотенное местечко Кременчуг, по андрусовскому договору, между Русским царством и Польско-литовской республикой, отошёл к России, к Миргородскому полку.

## Полковники
Реестр наказных полковников Кременчугского полка:
- Андреев, Кирилл Ануфриевич (1661 год);
- Дубовик, Гавриил (1661 — 1662 годы);
- Дубовик, Константин Гаврилович (1662 — 1663 годы).